# کوهستان آراوالی
محدوده آراوالی (به انگلیسی: Aravalli Range) یک رشته‌کوه در هند است که در راجستان واقع شده‌است. محدوده آراوالی ۱٬۷۲۲ متر بالاتر از سطح دریا واقع شده‌است.

## نگارخانه

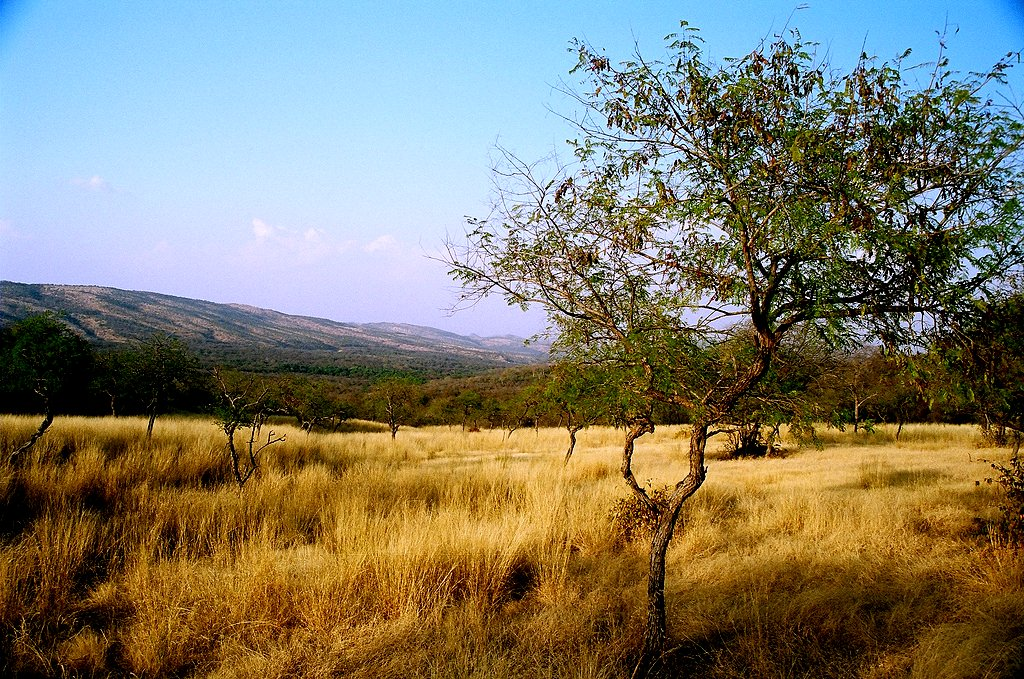
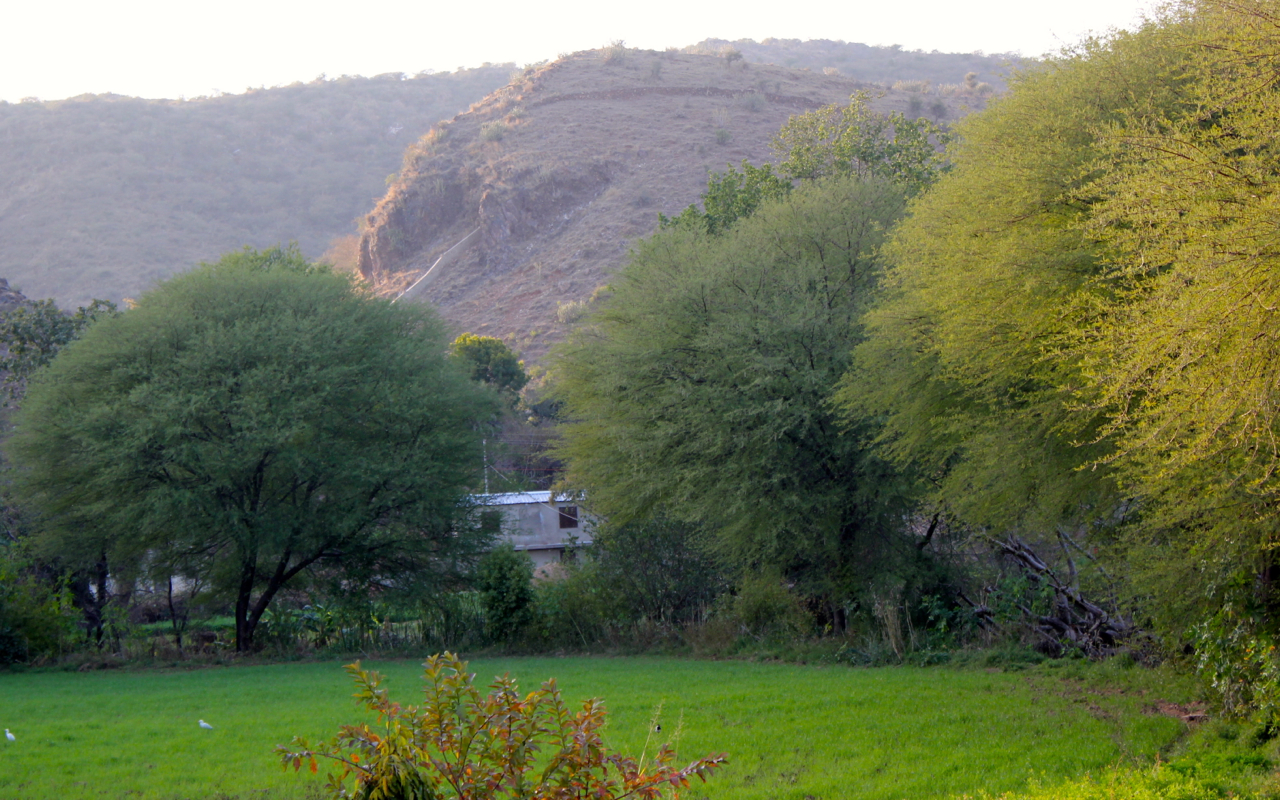
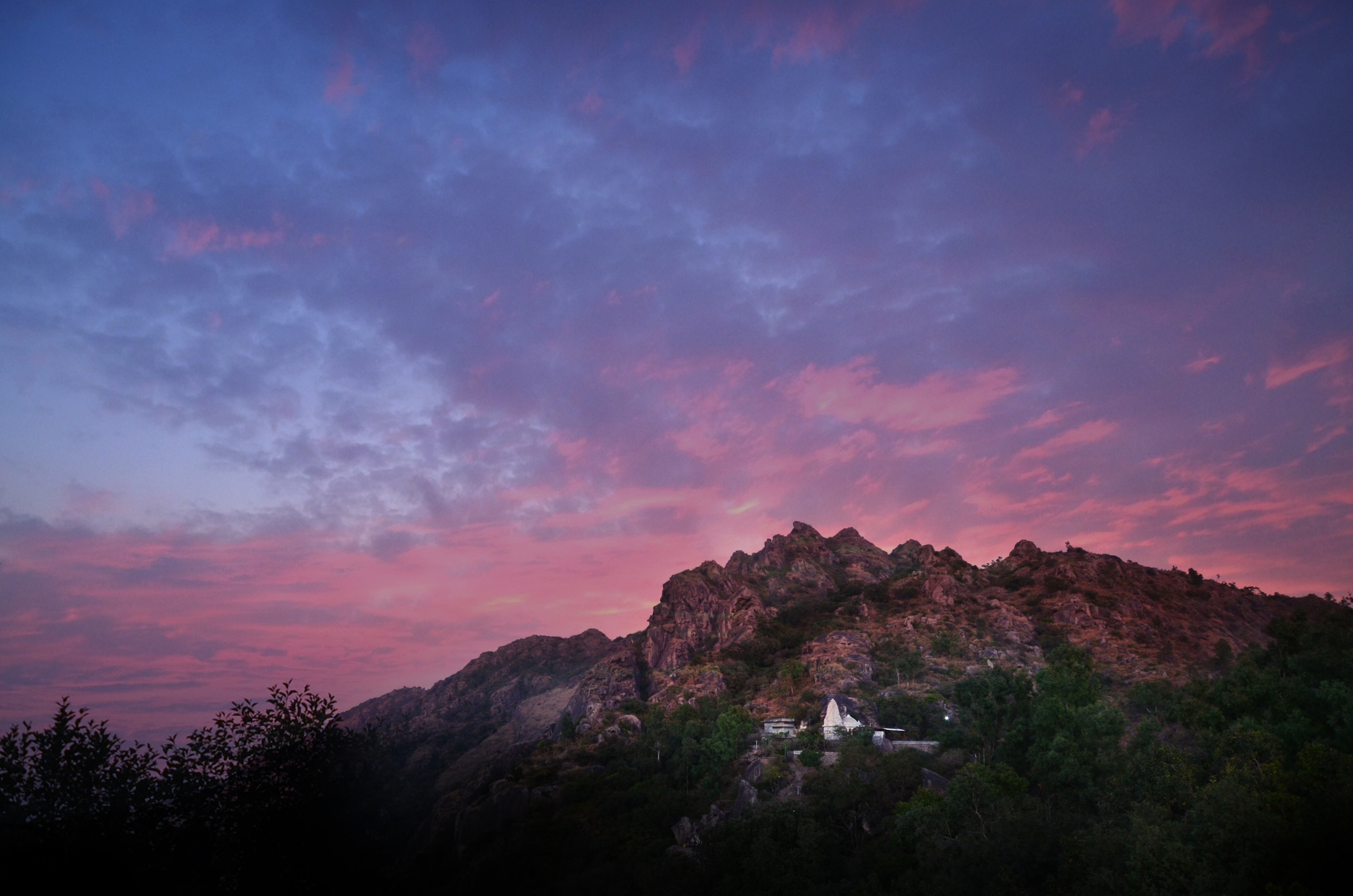